# Supereroe per caso
Supereroe per caso (Super-héros malgré lui) è un film del 2021 diretto da Philippe Lacheau.

## Trama
Cedric, giovane attore esordiente, viene per un colpo di fortuna scelto come protagonista del film "Badman". Durante le riprese di una scena, la sorella Éléonore lo avvisa che il padre Michel, capo della polizia, è ferito e all'ospedale. Impaziente di vedere il padre, Cedric lascia il set con il suo costume e si precipita in ospedale, ma lungo la strada ha un incidente e perde i sensi; quando si risveglia egli ha perso la memoria, non ricorda il suo nome e nulla del suo passato, e in seguito a una serie di eventi si convince di essere veramente un supereroe, e che deve salvare la moglie e il figlio dal malvagio Pierrot.
Nella pellicola sono presenti numerose citazioni a film, fumetti e personaggi della Marvel e della DC Comics.

## Produzione
Le riprese sono iniziate nell'agosto 2020 e sono durate 11 settimane, presso Île-de-France, Rueil-Malmaison, Gif-sur-Yvette e Mennecy.